# Ratchet & Clank: Full Frontal Assault
Ratchet & Clank: Full Frontal Assault, chamado na Europa de Ratchet & Clank: QForce, é um jogo eletrônico de plataforma desenvolvido pela Insomniac Games e publicado pela Sony Computer Entertainment. Ele foi lançado em novembro de 2012 para PlayStation 3 e em maio do ano seguinte para PlayStation Vita, tendo sido produzido com o objetivo de comemorar o aniversário de dez anos da série Ratchet & Clank.